# Zrenj
Zrenj is een plaats in de gemeente Oprtalj in de Kroatische provincie Istrië. De plaats telt 66 inwoners (2001).